# Mephisto fraserbrunneri
Mephisto fraserbrunneri är en fiskart som beskrevs av Tyler 1966. Mephisto fraserbrunneri ingår i släktet Mephisto och familjen Triacanthodidae. Inga underarter finns listade i Catalogue of Life.